# Parque natural de la Sierra y los Cañones de Guara
El Parque natural de la Sierra y Cañones de Guara (en aragonés Parque natural d'a Sierra y as Foces de Guara) es un parque natural de la provincia de Huesca (Aragón, España), en las comarcas de Alto Gállego, Hoya de Huesca, Sobrarbe y Somontano de Barbastro. Abarca los municipios de Abiego, Adahuesca, Aínsa-Sobrarbe, Alquézar, Arguis, Bárcabo, Bierge, Boltaña, Caldearenas, Casbas de Huesca, Colungo, Huesca, Loporzano, Nueno y Sabiñánigo.
Cuenta con 47 453 ha y una zona periférica de protección que comprende otras 33 286 ha, siendo el espacio natural más grande de la comunidad. Sus cotas de altitud oscilan entre los 430 metros en el río Alcanadre hasta los 2 077 del pico de Guara.
Gracias a su geología, es un lugar propicio para la práctica de barranquismo y escalada. Cabe destacar, por su espectacularidad, los barrancos del río Balcés, con sus más de 20 km de longitud y desniveles superiores a los 800 m, así como la sima de la Grallera Alta de Guara, con 277 m de caída vertical.
El parque natural fue declarado como tal el 27 de diciembre de 1990 por la ley 14/1990 del Gobierno de Aragón bajo el nombre de 'Parque de la Sierra y Cañones de Guara. Es también LIC y ZEPA.
En el año 2013 obtuvo la distinción EDEN, que otorga la Comisión Europea, a uno de los mejores destinos turísticos «Turismo y la accesibilidad».
En el año 2020, la carrasca o encina milenaria de la localidad oscense de Lecina fue elegida «Árbol del Año en España», con 9 929 votos, el 30,45% del total, compitiendo con otros diez árboles singulares. Igualmente ganó el concurso europeo a «Árbol del Año 2021».

## Geología
La naturaleza es de carácter cárstico, con abundantes dolinas, grutas, colinas, simas y cañones, además de los mallos y galerías subterráneas. Los suelos están formados por materiales calcáreos, de ahí que a los cañones erosionados por los ríos y torrentes se sumen otros modelados cársticos.

## Clima
El clima es un híbrido del atlántico y el mediterráneo, por su localización entre los Pirineos y el Valle del Ebro. Esto marca las diferencias entre la vegetación del sur y la del norte. Hay cinco ríos que atraviesan la sierra, creando los característicos cañones: el Alcanadre, el Flumen, el Guatizalema, el Vero y el Mascún.

## Vegetación

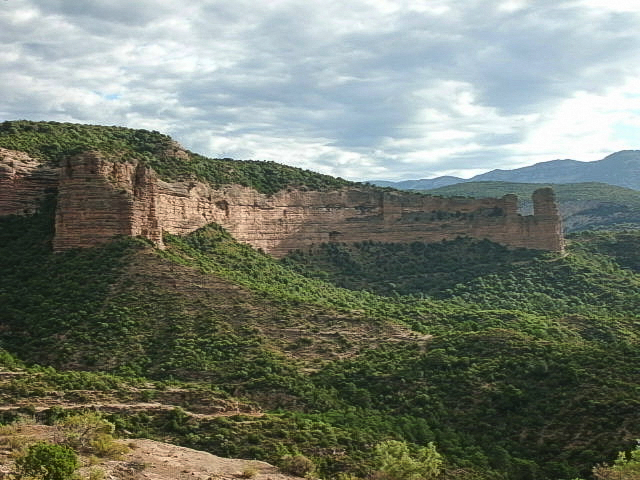
La Peña Falconera o el huevo de Morrano, en el norte del Somontano.

El acusado desnivel y la sinuosidad del relieve, junto con la orientación noroeste-sudeste y la diversidad de suelos, proporciona una gran variedad en los recursos ecológicos y biológicos del parque natural. 
Una de las características más notables de la vegetación es el contraste entre las vertientes norte y sur. En la vertiente Norte, el quejigar ocupa grandes extensiones, siguiéndolo en altura los pinares de pino silvestre y bosquetes de hayas. A mayor altura encontramos al pino negro, acompañado por algunos pies de abetos. En la vertiente Sur, es el bosque mediterráneo por excelencia, el encina, el predominante, junto al pino silvestre a mayor altitud. En todo el parque natural, el matorral es una de las formaciones vegetales más importantes, sobre todo de boj, erizón y, en menor medida, coscoja. Este matorral ha sido favorecido por los aprovechamientos tradicionales. 
En las cumbres de la Sierra, la vegetación característica la conforman especies herbáceas, allí donde los canchales permiten su asentamiento, apareciendo flores de singular belleza como las verónicas o aquilegias.
También existen otro tipo de plantas endémicas del parque natural que son las llamadas "rupícolas".

## Fauna

Quebrantahuesos (Gypaetus barbatus)

Las escarpadas paredes rocosas facilitan la nidificación de numerosas especies de aves rupícolas, como el buitre leonado, fácil de identificar por su característico vuelo en círculos al ascender en las corrientes térmicas, junto al quebrantahuesos y al águila real. 
Entre los mamíferos, destacan el jabalí, zorro, gato montés, lirones y la frecuente garduña.
La trucha común frecuenta los tramos de río, en los que se alimenta capturando sus presas con increíble agilidad. En los manantiales y remansos de aguas claras vive el tritón pirenaico, al que los pastores llaman guardafuentes, pues cuentan que cuando desaparece, las fuentes se secan.

## Cultura

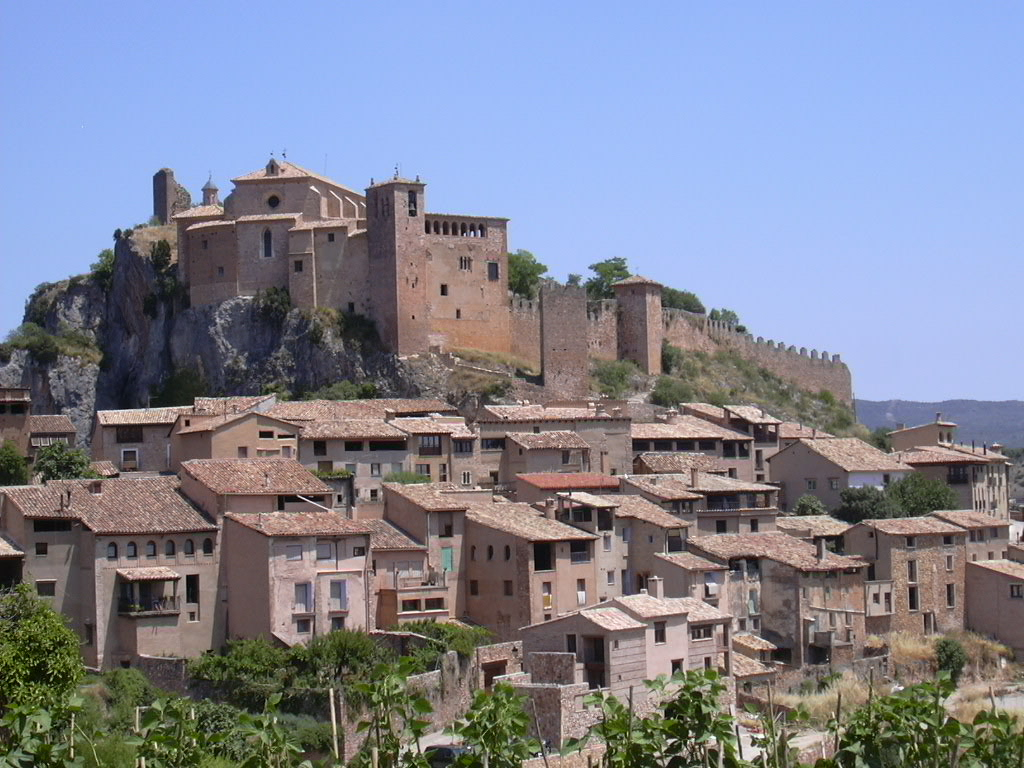
Vista de la villa medieval de Alquézar.

La presencia humana se percibe en Guara en los restos de arte rupestre y monumentos megalíticos. 
La cueva de Chaves, en Bastarás, término municipal de Casbas de Huesca, albergaba unos de los yacimientos neolíticos más importantes de la península ibérica antes de ser destruido.
Las labores agrícolas y ganaderas tradicionales han transformado el paisaje a lo largo del tiempo, quedando hoy muestras de estos usos en bordas, ermitas de fábrica medieval, caminos tradicionales, puentes y pasarelas. Son numerosos los topónimos de la zona que recuerdan algunas de estas actividades, como almunia, paules.
Existen pinturas rupestres del Paleolítico Superior en la Fuente del Trucho.
La presencia del hombre en la sierra no ha sido motivo de degradación, sino de mantenimiento de unos recursos que han perdurado hasta nuestros días en un estado de conservación tal, que ha merecido su declaración como parque natural.

## Ocio y entretenimiento
El parque natural cuenta con varios senderos para la interpretación de los valores naturales y culturales.
Cuenta con tres centros de interpretación que pertenecen a la Red Natural de Aragón:
- Centro de interpretación de Arguis
- Oficina de información de Santa Cilia de Panzano
- Centro de interpretación de Bierge

Estos centros constituyen infraestructuras básicas para la interpretación y educación ambiental de la diversidad ecológica del Parque. Ofrecen servicios como la recepción de visitantes, información básica del Parque, exposiciones didácticas, proyecciones de audiovisuales, lugar de encuentro. Algunos de los programas de actividades que se desarrollan en estos centros son: atención al visitante, programa educativo y atención permanente.
Una de las actividades deportivas del Parque más conocidas es la práctica  del barranquismo. Los cauces de los principales ríos, Vero, Mascún, Alcanadre sobre las  rocas calcáreas y de conglomerado han moldeado un paisaje de barrancos, gorgas, o foces que atraen anualmente a numerosos visitantes, contiutyendo el enclave un referente en toda Europa. Entre los cientos de barrancos destacan:
- Barranco del Vero
- Barranco de Mascún
- Barranco de la Peonera
- Barranco de Gorgas Negras

## Otras figuras de protección
La reserva natural cuenta además con otras figuras de protección:
- Parque Cultural del Río Vero
- LIC: Guara Norte
- LIC: Sierra y Cañones de Guara
- LIC: Silves
- ZEPA: Sierra y Cañones de Guara.